# Anguipède

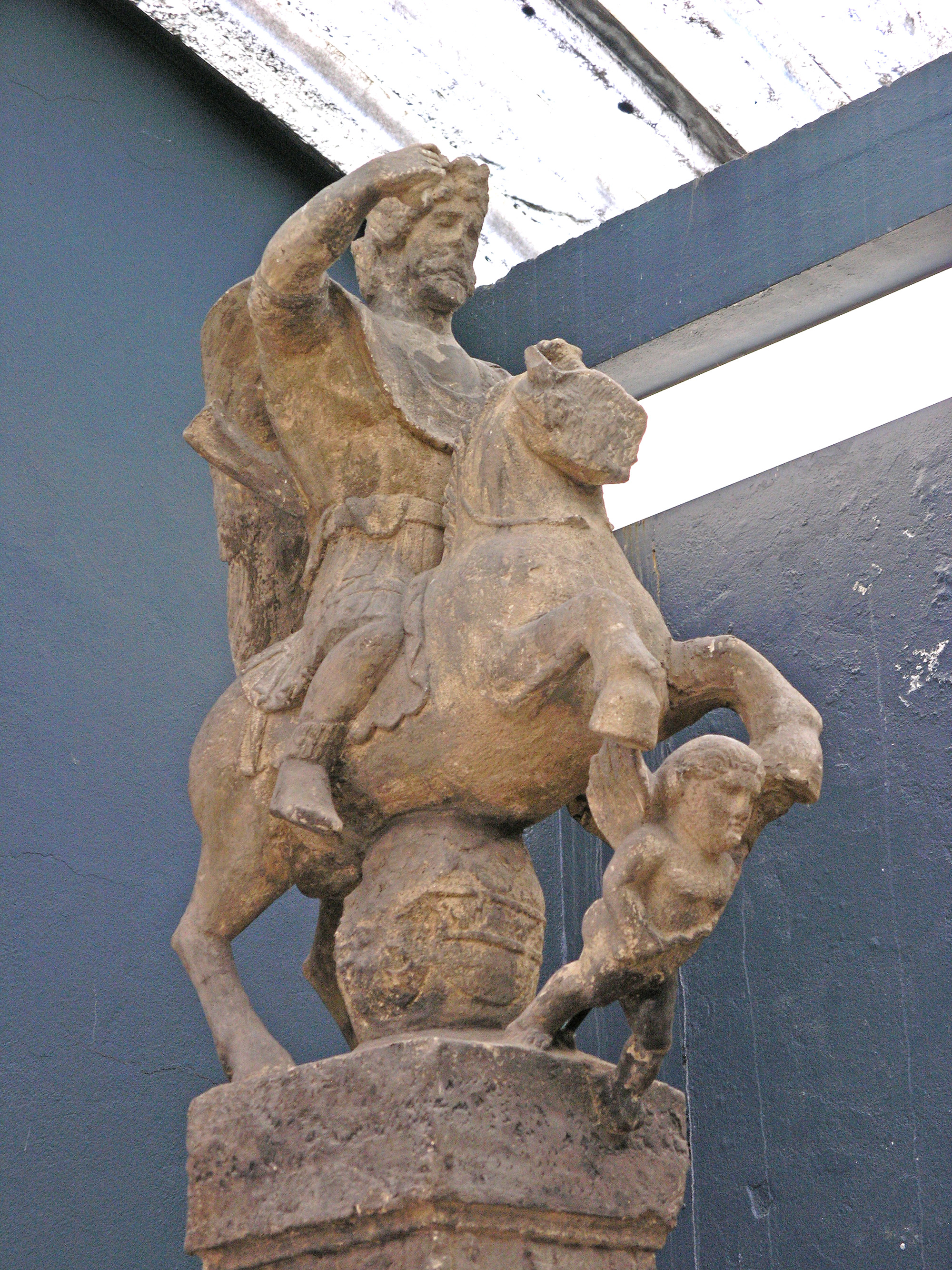
Jupiter à l'anguipède, provenant de Grand, Musée lorrain à Nancy.

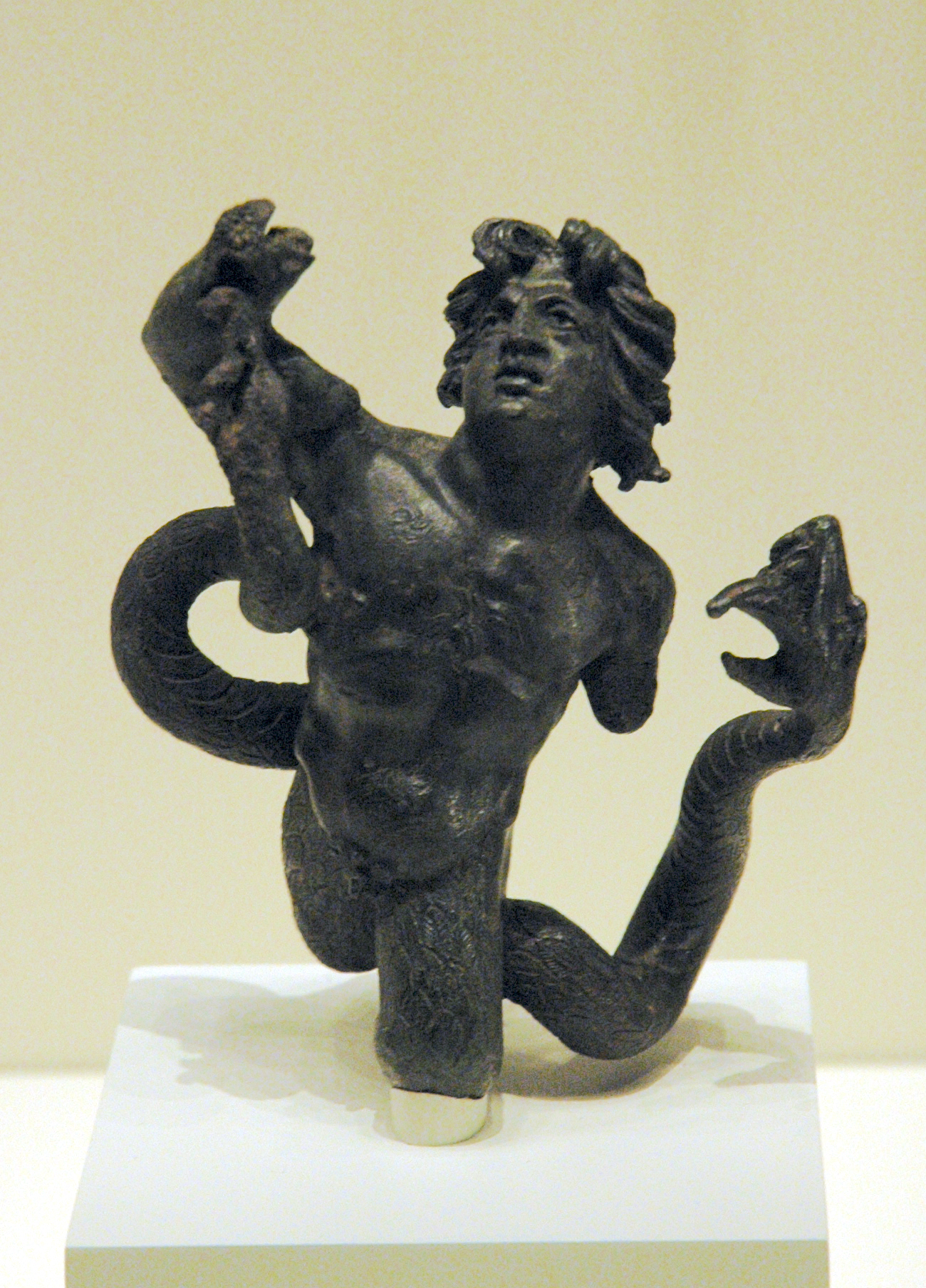
Géant anguipède. Statuette romaine en bronze, fin IIe siècle.

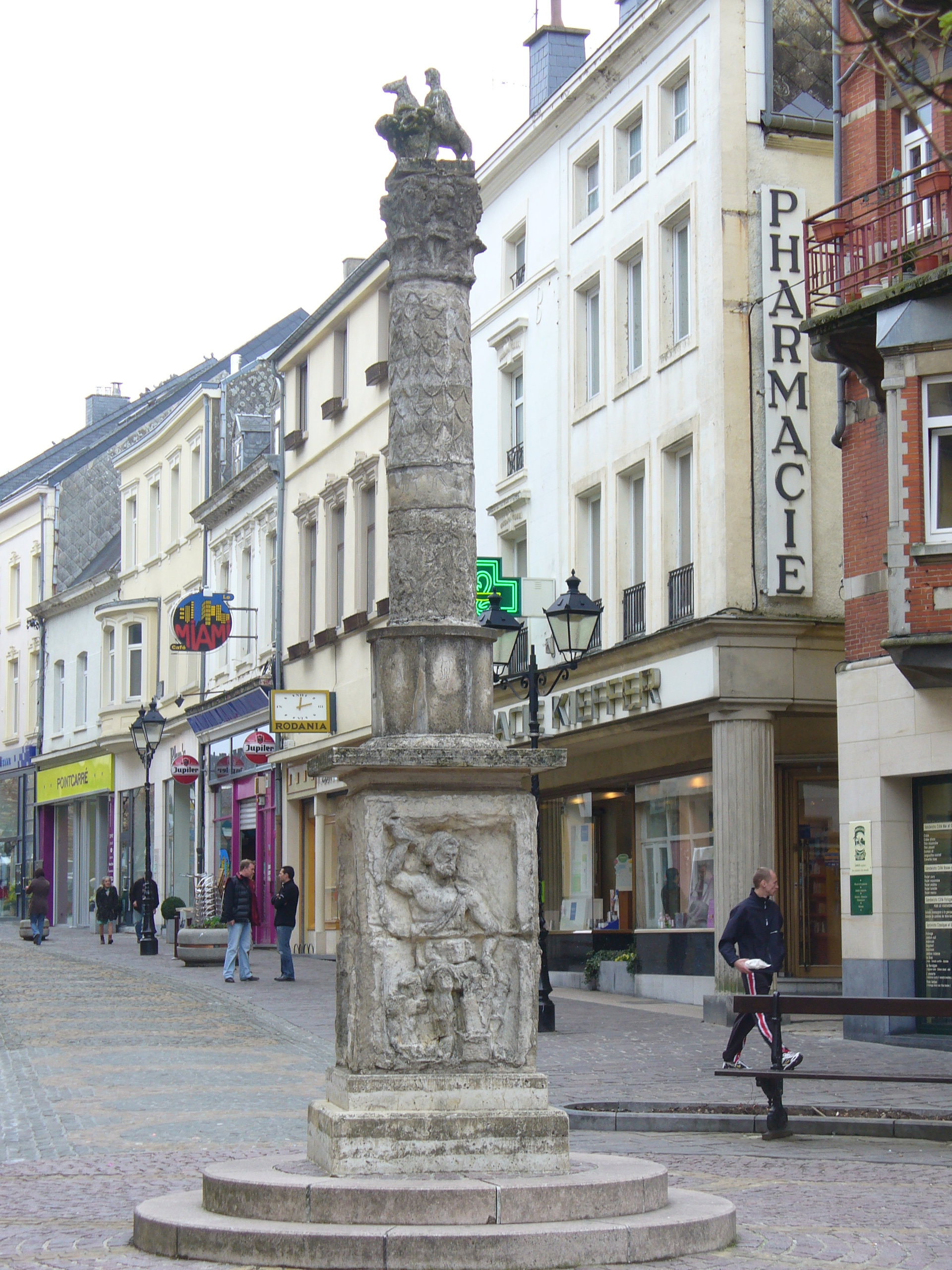
Colonne gallo-romaine de Jupiter à l'anguipède, à Arlon (Belgique).

Un Anguipède est une créature légendaire de la mythologie gauloise dont le corps finit en queue de serpent. Cette figure monstrueuse se retrouve, dans l'Antiquité, jusqu'au Gandhara (nord-ouest Pakistan-Afghanistan) sur des palettes à fard (au début de notre ère), et entre ces deux extrêmes, ce sont des géants à queue de serpent dans la gigantomachie de Pergame (règne d’Eumène II : 197-159 av. J.-C.).

## Description
Équivalent du démon Abrasax, ce personnage symbolise les formes du mal issues de la Terre. Le cavalier à l'anguipède représente un groupe sculptural de l'époque gallo-romaine, typique du panthéon gaulois, figurant un étrange guerrier divin (également assimilable au dieu Taranis), dressé sur son cheval cabré qui foule sous ses sabots un géant difforme dont les jambes, atrophiées, se finissent en queue de poisson ou de serpent.
Toutes les statues, plus ou moins mutilées, qui nous sont parvenues, représentent un étonnant couple divin, composé d'un Jupiter barbu, d'allure martiale, avec armes (?), bouclier, cuirasse et manteau de cavalier romain, piétinant, sous les sabots de sa monture, un étrange personnage, à grosse tête de poupon, le torse en avant, et les membres inférieurs s'achevant dans les replis sinueux d'un corps de serpent. Ces groupes, probablement peints, étaient placés au sommet de fortes colonnes, érigées, semble-t-il, au voisinage de thermes, de sources cultuelles ou de plans d'eau.

## Lieux de découverte
De telles statues sont très présentes dans l'est de la France (Grand, colonne de Merten (Metz), sur le site du Donon (cinq cavaliers à l'anguipède, trois autres sur colonnes). Deux autres colonnes se trouvent à chaque extrémité de la liaison terrestre entre la Saône et la Moselle : à Corre et à Portieux. D'autres statues ont été trouvées à Corseul (Côtes-d'Armor), Neschers (Puy-de-Dôme), Briec (Finistère), Landudal (Finistère), Riom (Puy-de-Dôme), Saint-Méloir-des-Bois (Côtes-d'Armor), Steinbourg (Bas-Rhin), Seltz (Bas-Rhin), Plouaret (Côtes-d'Armor), Plomelin (Finistère) et Plobannalec (Finistère). Un enclos pour un tel culte a été mis au jour à Bavilliers, près de Belfort.
Cette représentation figure aussi sur des aurei d'un atelier de Iantinon (Meaux), qui montrent un Jupiter foudroyant (cavalier à l'anguipède) et Hercule assis, en célébration de la victoire de Maximien Hercule sur les bagaudes en 286.

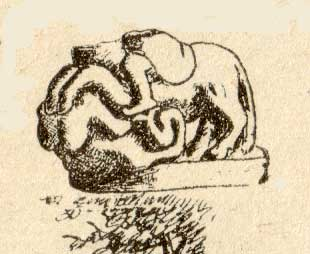
L'anguipède placé sous le porche de l'église Notre-Dame-de-la-Bonne-Nouvelle de Plouaret (dessin d'Henri Frotier de La Messelière).

## Musées-sanctuaires
Généralement découvertes lors de fouilles archéologiques, ces étranges sculptures sont aujourd'hui recueillies dans des musées qui les protègent et les présentent comme de précieux témoignages d'art d'un patrimoine religieux antique disparu. Voir notamment :
- Metz, Musée de la Cour d'Or
- Nancy, Musée lorrain
- Vaison la Romaine, musée archéologique (autel au monstre anguipède)
- Haguenau, Musée Historique (Jupiter-Taranis-Seltz)[7]
- Saverne, Château des Rohan
- Heidelberg, Musée palatin